# Jennifer Bowes
Pour les articles homonymes, voir Bowes.
Jennifer Bowes  est une femme politique provinciale canadienne de la Saskatchewan. Elle représente la circonscription de Saskatoon University à titre de députée du Nouveau Parti démocratique de la Saskatchewan depuis 2020.